# 女權辯護

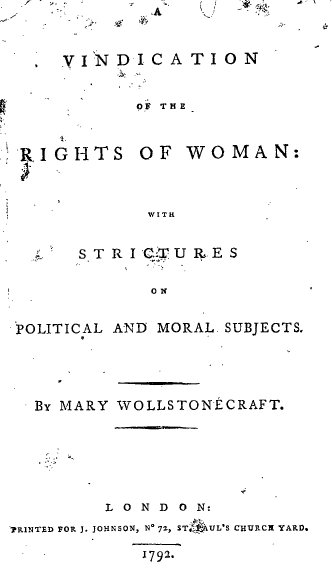
第一版《女权辩护》的封面

《女权辩护：关于政治和道德问题的批评》（英語：A Vindication of the Rights of Woman: with Strictures on Political and Moral Subjects，下文简称《女权》），是18世纪英国女权主义者玛丽·沃斯通克拉夫特于1793年出版的著作，是女权主义哲学最早的一批作品之一。在这本书中，沃斯通克拉夫特对18世纪的那些试图否认女性教育的教育和政治理论家进行回击。她认为女性的教育程度应当相称于她们的社会地位。她主张国家必须要有女性，因为女性教育了她们的子女，且因为她们能够成为丈夫们的“伴侣”，而不仅仅是妻子。沃斯通克拉夫特还主张：作为人类的女性应当享有与男性相同的基本权利，而不应被视作是社会的装饰品或是婚姻交易中的财产。
1791年，法国政治家塔列朗在法国制宪议会发表了一篇报告，认为女性只应接受家庭式的教育，这促使了沃斯通克拉夫特开始写作《女权辩护》一书；她藉由对这一特定事件的评论来展开她对性別歧視的广泛批判，并谴责了男性鼓励女性纵容过度情感的行为。为了直接回驳当时的一些事件，沃斯通克拉夫特在仓促之中写成了《女权》一书；沃斯通克拉夫特后来还打算写出更有深度的续作，但她在完成第二卷以前便不幸辞世。
尽管沃斯通克拉夫特的确呼吁了特别是在生活领域，譬如道德上的性别平等，但她并没有明确地指出男女是平等的。因此，她在性别平等上的这种暧昧态度让后人很难将她归入现代女权主义者的行列，尤其是当她在书中提到的文字与观点对她来说是遥不可及之时。尽管现今通常都以为《女权》一书在当时并不受到欢迎，但这是现代人的一种误解，其建基于的是这样的一种观点：认为沃斯通克拉夫特的一生都受尽谩骂，就如同1798年威廉·戈德温出版《女权辩护作者传》后的情况一样。而实际上，《女权》在1793年发行第一版时已十分畅销，有一位现代传记学家还认为“也许是（沃斯通克拉夫特）那个世纪最有新意的一本书”。

## 历史背景

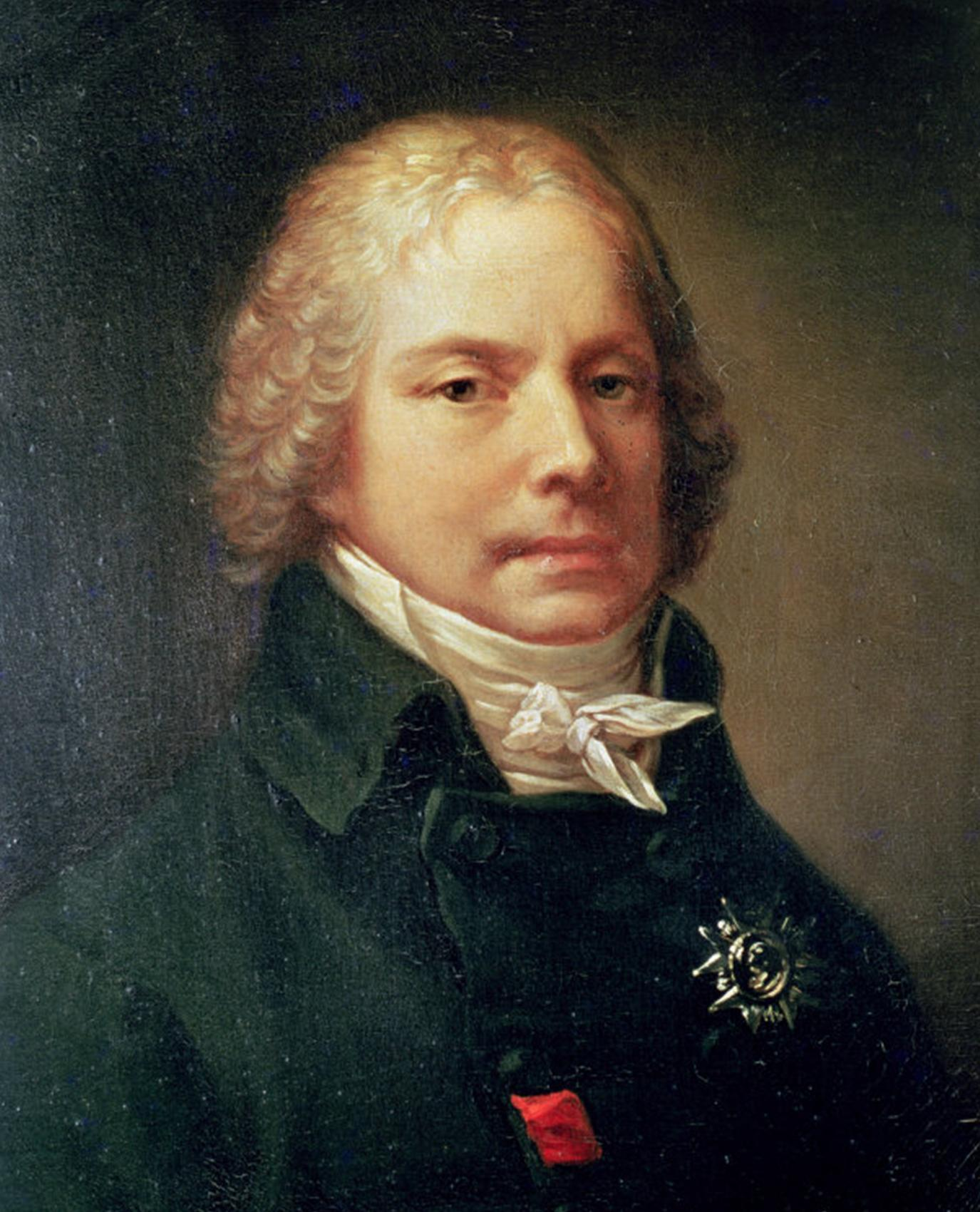
塔列朗，皮埃尔·保罗·普吕东作（局部）

《女权辩护》一书是在法国大革命的动荡背景下写成的。大革命在英国引发了诸多论争：在现今多称为《革命论战》的这本小册子中，英国的政治评论家们从代议式的政府讨论到了人权，讨论到了政教分离。沃斯通克拉夫特首次加入这场论战是她在1790年发表的《男权辩护》，该书是为了回击埃德蒙·伯克《对法国大革命的反思》（1790）而作的。在伯克的《反思》中，他批评了众多英国思想家与作家对早期的法国大革命抱持欢迎的观点。虽然众人将大革命视作是1688年英国限制王权的光荣革命的类似情况，伯克却指出，恰当的历史比喻应该是1642年到1651年的英国内战，其间英国国王查理一世在1649年被处决。他认为法国大革命是一场推翻合法政府的暴力行为，认为平民没有权力去反抗他们的政府，因为文明是社会与政治共识的成果；文明的传统不能被频繁地变更——否则将会导致政治混乱。在《反思》一书出版六周后，沃斯通克拉夫特发表了《男权》：其中的一个关键论点是权力不能基于传统；她认为，权力的赋予是出于合理与公正的理由，而不应考虑它们在传统中的基础。
1791年，塔列朗在法国制宪议会上发表了《公共教育报告》一文，沃斯通克拉夫特因而受到激励，决意对塔列朗进行反击。在塔列朗关于国民教育系统的提议中，他这样写道：

我们应该教化女性，不要去追求被宪法否认的权利，而是要去了解与感激授予她们权利的人……世界舞台上的表演者注定是男人。他们适合得到公共教育：在他们看尽人生世态之前：仅在比例上有所不同。父系家庭则更适合于女性的教育；她们不太需要学习如何处理和他人的利益关系，而更需要习惯于平静与幽寂的生活。

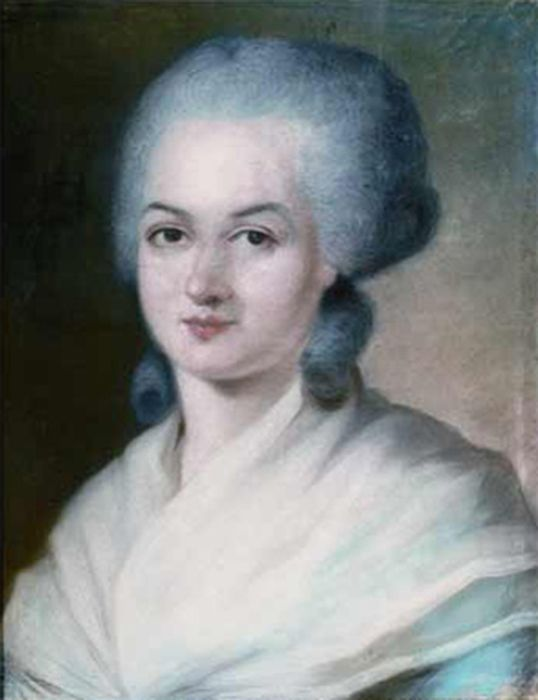
德古热

沃斯通克拉夫特在《女权》中这样题献给塔列朗：“很高兴地读完了您最近发表的小册子，我将本书题献给阁下：以劝诱您重新考虑这个议题，并充分地衡量我进一步提到的女权与国民教育。”在同一年，法国女权主义者奥兰普·德古热发表了她的《女性和女性公民权宣言》，自此，女权这一问题分别成为了法国与英国的政治辩论的中心。
《女权》是沃斯通克拉夫特在《男权》一书中论点的延伸。在《男权》中，顾名思义，沃斯通克拉夫特将关注的焦点集中于特定男性群体（18世纪的英国男性）的权利上，而在《女权》裡，她则关注于向“女性”这一抽象类所提供的权利。她并没有将她的论点限制于18世纪的女性或英国的女性。《女权》的第一章中提出了自然权利的问题，并发问：谁才拥有这些不可剥夺的权利，并以什么理由拥有。她对此这样回答道：因为自然权利是上帝所赋予的，那么社会的一部分去否认另一部分的这些权利便违抗了上帝的旨意。因此，《女权》一书不仅讨论了发生于英法两国的特定事件，还触及到了同时代的政治哲学家洛克与卢梭提出的许多更大的问题。

## 主题
与18世纪哲学家们常见的做法不同，沃斯通克拉夫特在创作她的作品时并没有采用正式的论证或符合逻辑的杂文风格。《女权》是一篇很长的评论文，它所有的主要话题都出现在开篇的第一章里，然后，再通过从不同的角度切入的方式，来对这些话题进行了深入的讨论。另外，《女权》采用的语气还混合着理性的辩论与感性的热情修辞。
在18世纪，“感性”是可被附着于某类道德信仰上的生理现象。医生和解剖学家认为，有着更敏锐神经的女性，要比男性更易遭受情感的影响。而与感性相连的情感过剩，也在理论上产生了一种道德同情心：让这些感性的人更容易对那些受苦的人产生共鸣。因而，历史学家们将人道主义进步的成就——譬如奴隶贸易的成功废除——归功于感性的能力以及拥有并发扬这种能力的人。但泛滥的感性亦会给一个人带来坏事，如同学者巴克-本菲尔德说的那样：“先天性的神经敏感亦被证明为与痛苦、虚弱以及易受疾病侵染相连”。
在沃斯通克拉夫特写作《女权》的那个时代里，感性已经遭受了持续经年的攻击。最初曾许诺能用同情心将个体团结起来的感性，在当时已被视为是“极端的分离主义者”；采用感性措辞的小说、戏剧与诗歌所声称的个体权、性别自由及新式家庭关系，都不过是凭感觉而为之的。此外，如另一位感性学者珍妮特·托德所认为的：“对许多英国人来说，对感性的崇拜似乎会让整个国家变得女性化，让女性过度地突出，并导致男性被弱化。”

### 理性教育
在《女权》一书中，沃斯通克拉夫特的一个中心论点是：女性应该受到理性教育，以给予她们向社会作出贡献的机会。在18世纪，无论是教育哲学家还是行为手册的作者，都认为女性不具备理性或抽象的思维。他们认为女性太易受到感性的影响，并太难达致清晰的思维。沃斯通克拉夫特与凯瑟琳·麦考利和赫斯特·沙蓬这些女性改革家们一道，主张女性毫无疑问地具备理性思维的能力，并从而应当受到教育。在她的行为手册《女教论》（1787年）中，在童书《真实生活的原创故事》（1788年）中，以及后来的《女权》中，沃斯通克拉夫特均指出了这一点。
她在序言中这样写道：“我的主要论点建基于这样的一个简单原理，即如果女性没有通过教育作好成为男性伴侣的准备时，她的知识与美德便会停止进步；真理必然对所有的人都有效”，沃斯通克拉夫特认为，当一个社会缺乏受过教育的女性时，那么这个社会便会退化：这主要是因为年幼子女启蒙教师的这一社会角色大都由母亲担任。她将未受教育女性的问题归因于男性，是“一套错误的教育体系；而这套错误的教育体系，来源于一些讨论教育问题的书籍，这些书籍的著述者们与其说是把女性当作人来看待，还不如说是当作女人来看待更准确些”。女性具有理性思维的能力；只有当男性拒绝为她们提供教育，并鼓励她们轻薄时（沃斯通克拉夫特将愚蠢的女性称作是“哈巴狗”和“玩具”），她们才会看上去不具备此种能力。
詹姆斯·福代斯和约翰·格雷戈里等行为手册作者以及卢梭等教育哲学家认为，女性不需要理性教育；沃斯通克拉夫特针对这一观点进行了抨击。（卢梭的这一著名论点出现在1762年的《爱弥儿》一书中，他认为：为了取悦于男性，女性应该受到教育。这一观点激怒了沃斯通克拉夫特，让她不仅针对该观点，还针对卢梭本人进行了抨击。)
为了说明在当时的教育理论中，女性地位所受到的限制，沃斯通克拉夫特这样写道：“女人从幼年时代开始就被教导：美貌是女人的权杖，因而心灵要为身体塑造自己；心灵只能在它的镀金鸟笼里徜徉漫步，并且只能努力去赞美它的牢笼”，其言下之意便是，如果没有这种破坏性的思想，如果没有去鼓励年轻女性把注意力集中于美丽与外表的成就上，她们将会取得更多的成就。妻子能够成为她们丈夫的理性的“伴侣”，甚至还能从事她们所选择的事业：“女人当然可以去研究医学技能，并且可以去做医生或者是护士。分派她们去做助产士似乎比较合适……女人也可以去研究政治……同样也可以从事各种各样的工作。”
对沃斯通克拉夫特来说，“最理想的教育”是“为增强体质和培养精神而精心筹划的理性锻炼。或者换句话说，就是要使个人获得独立自强的品德习惯。”除了进行广泛的哲学辩论外，沃斯通克拉夫特还为国民教育勾勒出了具体的计划，以向塔列朗的计划进行反击。在第十二章“论国民教育”中，她呼吁所有的儿童都应在“乡下的走读学校”进行学习，同时“为了激发他们热爱家庭和家庭乐趣”还应该在家庭中接受教育。她还主张学校教育应该男女同校，认为成年男女的婚姻是“社会的纽带”，他们也应“依照同一模式接受教育”。

### 女权主义

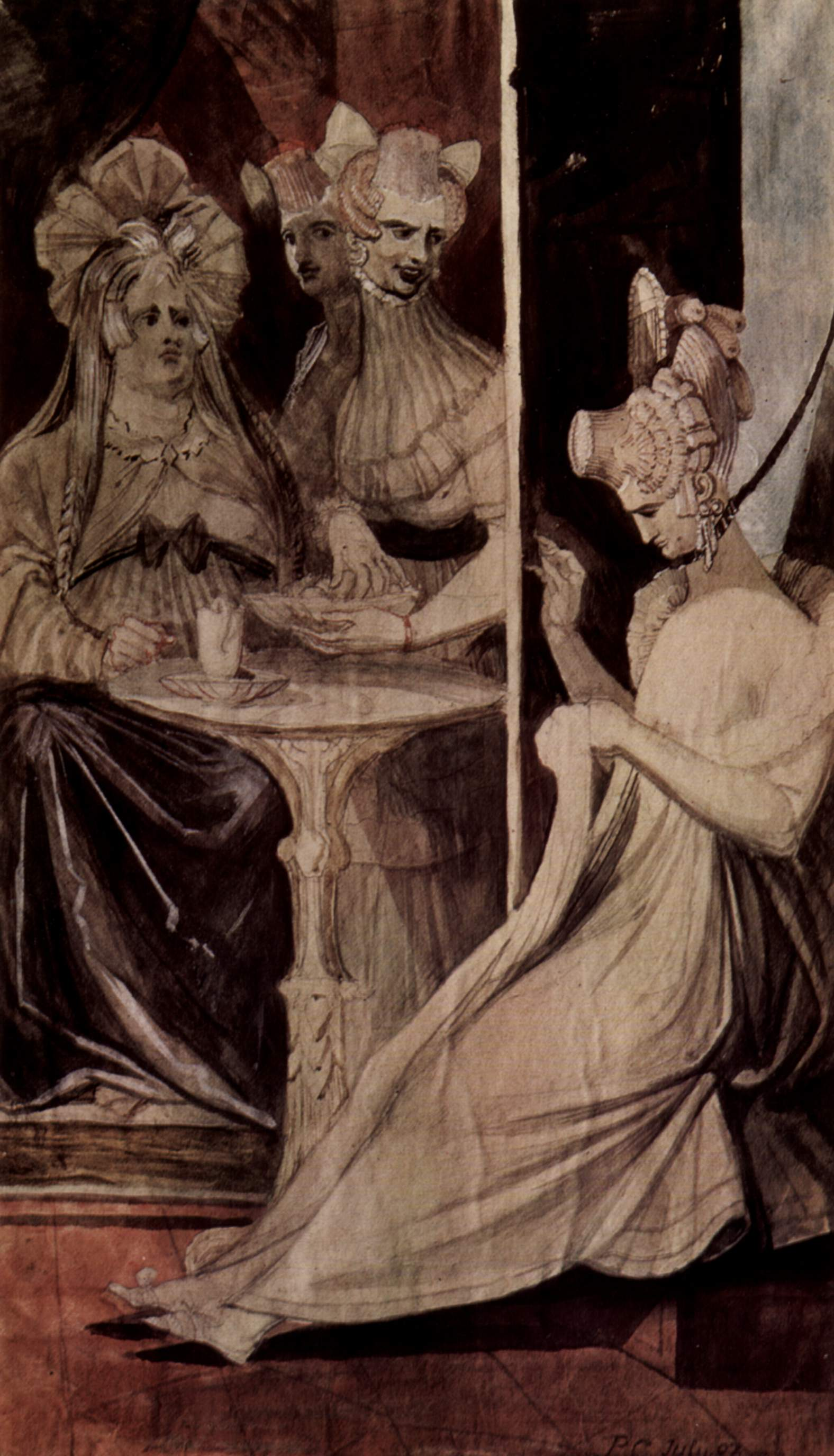
亨利希·菲斯利：《成人礼》（The Debutante，1807年）；“女性，是男性社会传统中的牺牲品，她们与世隔离，在家庭教师的监视下缝缝补补。这幅画反映出了玛丽·沃斯通克拉夫特在《女权》中的观点”。

《女权》一书到底在多大程度上属于女权主义作品这一问题，是存有争议的；由于对“女权主义”各种不同的定义，不同的学者会得出不一样的结论。而沃斯通克拉夫特本人也绝不可能会把自己的作品加上女权主义标签的，因为直到1890年代，才出现了“女权主义”（feminism）及“女权主义者”（feminist）这两个单词。此外，在沃斯通克拉夫特在世的时期里，女权主义运动还尚未出现。在介绍沃斯通克拉夫特的开创性作品时，芭芭拉·泰勒这样写道：
（将沃斯通克拉夫特的观点）称作是女权主义是值得怀疑的，而我是在经过大量考虑后才决定这样做的。（女权主义的）标签显然是时代错误的……将沃斯通克拉夫特的思想视为是19至20世纪女权主义主张的先声，则意味着是对其中的一些关键元素的抛弃或扭曲。一些主要的例子……是对她宗教信仰的普遍忽视，以及对她是资产阶级自由主义者的误传，这一并导致了其宗教的、乌托邦式的激进主义被世俗的、阶级党派式的改革主义所取代，这与沃斯通克拉夫特所梦想的万物齐乐的应许时代是截然不同的。而更重要的，无论如何地把个人英雄主义的政治标签强加给沃斯通克拉夫特，这都会与她在提倡女性解放时受道德驱使的理由格格不入。沃斯通克拉夫特认为，女性的首要追求是实现她们的美德，正是出于这一目的，她才寻求她们的解放。
在《女權》一書中，沃斯通克拉夫特對性別平等的觀點，與十九世後期至二十世紀的女權主義者不盡相同。舉例而言，她並不強調男女平等，而是指出在上帝眼中，無男女之別，因此不論男女，都应遵從相同的道德准则。对沃斯通克拉夫特来说，男女在最重要的生活领域上是平等的。虽然对21世纪的读者而言，这样的观点并不具备什么革命性，但在18世纪的那个时代，它却是推动社会变革的动力。譬如，它指出了无论男女——而不仅仅是女性——都应该谦逊端庄，都应该注重婚姻的神圣性。沃斯通克拉夫特的说法，暴露出了18世纪后期的性别双重标准，并对男性作出了相同于女性的德行要求。
不过，沃斯通克拉夫特的平等观点却与她对男性在力量与勇气上拥有之优越地位的敬重相对立。在以下的这段著名引文中，她模棱两可地写道：

请不要因此下结论说，我希望颠倒万事万物的秩序。我早就已经承认，从身体的构造上来看，上帝似乎是为了让男人获得更大程度的美德而将男人创造出来的。我所说的是整个男性共同体，但是我找不出任何理由来作出结论，说男人的品德在本质上应该是存在差异的。事实上，假如品德只有一个永恒不变的标准，那么怎样对男人品德的性质作出区分呢？因此，如果我相应而生地得出结论，我一定会坚定地认为，所有男人的美德都存在一个同样的简单方向，如同我坚持认为上帝只有一个一样。

此外，沃斯通克拉夫特还呼吁男性——而不是女性——采纳她在《女权》中所提出的社会与政治变革。她认为未受过教育的女性不能够改变自身的境遇，而必须要依靠于男性的帮助。沃斯通克拉夫特在第九章“社会不合理差别的有害后果”的结尾这样写道：

因而我愿意劝服那些富有理性的人相信我的某些看法的重要性，并且说服他们冷静地盘算一下我这些观点的整体意旨。我要向他们的理智呼吁；既然作为同胞，我要以一个女性的名义，要求他们的内心具备一点点同情心。我恳求他们去解放自己的伴侣，从而使女人成为他们真正的配偶！
男人只要慷慨地打碎我们身上的枷锁，并且满意于跟一个有理性的伙伴共处，而不是满足于她们奴性的屈从，那么他们就一定会发现我们是更规矩的女儿，更深情的姐妹，更忠实的妻子，更有理性的母亲——总而言之一句话：更好的公民。

在她的最后一部小说《玛丽亚：女人的受罪》（1798）中，沃斯通克拉夫特用小说的笔调续写了《女权》一书。在现在，一般都认为《玛丽亚》是沃斯通克拉夫特最为彻底的女权主义作品。

### 感性
在《女权》中，沃斯通克拉夫特针对虚伪泛滥的感性（特别是当时的女性带有的）进行了十分严厉的批评。她认为屈从于感性的女性“就连瞬息而逝的情感也会使得她们的内心波动不已”；因为这样的女性是“她们的感官的牺牲品”，她们便不能理性地进行思考。实际上，她们不但对自己造成了伤害，她们还对整个文明造成了伤害：她们不能让文明走向高雅，而会让文明走向毁灭。但沃斯通克拉夫特的理性与感性并不独立；她认为它们应相辅相成。对沃斯通克拉夫特以及18世纪的重要哲学家休谟来说，激情是其所有理性的基础。这是沃斯通克拉夫特在她的整个写作生涯中都反复提到的一个主题，特别是在小说《玛丽：一篇小说》（1788）与《玛丽亚：女人的受罪》中。
作为女性不应受感情过度影响的论点的一部分，沃斯通克拉夫特强调说，女性不应屈服于她们的身体或情欲。这个论点导致了许多的现代女权主义者认为沃斯通克拉夫特在刻意回避对女性性欲望的承认。科拉·卡普兰认为，“对女性性欲一惯的消极攻击”，是《女权》一书的“主导思想”。例如，沃斯通克拉夫特建议她的读者在理想和睦的婚姻中“冷静地把激情平息为友情”。她写道，“两个品行优秀的青年人结婚，如果有某种情况阻碍了他们的情欲”是值得庆幸的。沃斯通克拉夫特还认为“爱情和友情不可能在同一个人的内心存在”就像玛丽·普维解释的那样，“沃斯通克拉夫特暴露了她的恐惧，她对女性的情欲会招致男人的好色与下流注意力的恐惧……（认为）除非女性能够超越她们肉体的欲望和形态，她们才不会被其身体所控制。”如果女性不对性欲感兴趣，她们便不会被男人所支配。沃斯通克拉夫特担心女性会被“不切实际的、飘忽不定的感情”所毁灭，即担心她们只会对满足其色欲感兴趣。由于《女权》一书将女人生活中的性欲排除在外，卡普兰对此总结道：“表现出了对性的极端排斥”，同时还“夸大了性在女人生活中的重要性”。沃斯通克拉夫特太执著于将性欲从她描绘的理想女性身上擦除，以致于在最后，坚持性欲缺席的她反而将其推向了前席。但就像卡普兰和其他人评论的那样，沃斯通克拉夫特有可能是被迫做出这种牺牲的：“需要注意的是，（十八世纪时的）女性在政治权利和个体独立上的主张被接受与否，不可避免地取决于她是否有着节制而纯洁的性经历。”

### 共和主义

欧仁·德拉克罗瓦：《自由引导人民》（1833年）

一位著名的沃斯通克拉夫特学者克劳迪娅·约翰逊曾将《女权》一书称为“共和宣言”。约翰逊认为，沃斯通克拉夫特有着十七世纪新教徒的共和思想，並且強調男女性的角色必須分明。她认为，在沃斯通克拉夫特的立場看来，“趋向女性化的男性是社会根基被削弱的原因”。也就是说，如果任由男性擁有坚强与多愁善感的個性時，女性的地位将變得模糊不清，并难以在社会上立足。因此，约翰逊认为，沃斯通克拉夫特對女權至大的主張，亦抱持反對的意見。
在《女权》里，沃斯通克拉夫特所追求的，是一种消灭包括君权在内的所有特权的共和主义。她还简要地提到，政府应该代表所有男女公民的意见。但她大部分的“政治批评”，就像另一位沃斯通克拉夫特学者克里斯·琼斯所阐述的那样，“是用道德的措辞来表达的”。沃斯通克拉夫特的美德定义关注于个人的愉悦，而不是整个社会的利益。这表现在了她对天赋人权的解释上：因为权利源自上帝，她主张义务应与权利相连，而每个人都应负有义务。不过，对沃斯通克拉夫特来说，由于家庭向个人灌输了共和主义与仁爱的思想，因而在她对社会团结与爱国主义的理解中，家庭发挥着至关重要的作用。

### 阶级
与前作《男权》一样，《女权》在许多方面反映出了中产阶级的世界观。沃斯通克拉夫特将处于中间阶层的中产阶级称作是“最能表现出（其）本来面目”的人。她亦频繁地赞美谦逊与勤奋，以及在当时与中产阶级相联系的美德。除了站在中产阶级的立场上呼吁中产阶级的精神外，沃斯通克拉夫特还对富有阶层进行了抨击，批评他们用她使用的相同论点去反对女性。她指出，富人是“浮华、邪恶和虚荣的，”称“那些懦弱而虚伪的人们超出了她们同胞的正常需求和情感，她们以早熟的矫揉造作的方式摧毁了惟一的道德基础，并且在整个社会中传布了腐化堕落的不良风气”。
不过，沃斯通克拉夫特对富人的批判，并不代表着她同时表现出了对穷人的同情心。对她来说，穷人是幸运的，因为他们不会受到财富的羁绊：“为了生活的必需而努力奋斗的人，是幸福的；因为，这些奋斗将会避免使他们仅仅由于懒惰而成为耗费精力的恶行的牺牲品。”此外，她认为慈善只会带来消极的结果，因为，就像琼斯总结的那样，她认为“如果让富人们都披上了道德的外套，那么社会的不平等将会持续下去。”
在她对国民教育提出的方案中，沃斯通克拉夫特保持了对阶级的划分（这是智力训练的一个例外），她认为：“在9岁以后打算学做家务活的女孩子以及准备学习技工专业的男孩子，应该转到其它学校去接受在某种程度上适合于每一个人目的的教育……才能出众或者是富有的青年人，现在可以到另外一所学校学习古代语言和现代语言以及科学原理，并且在一个更为广泛的范围内继续历史和政治学的研究，纯文学也不应该排除在外。”

## 修辞与风格

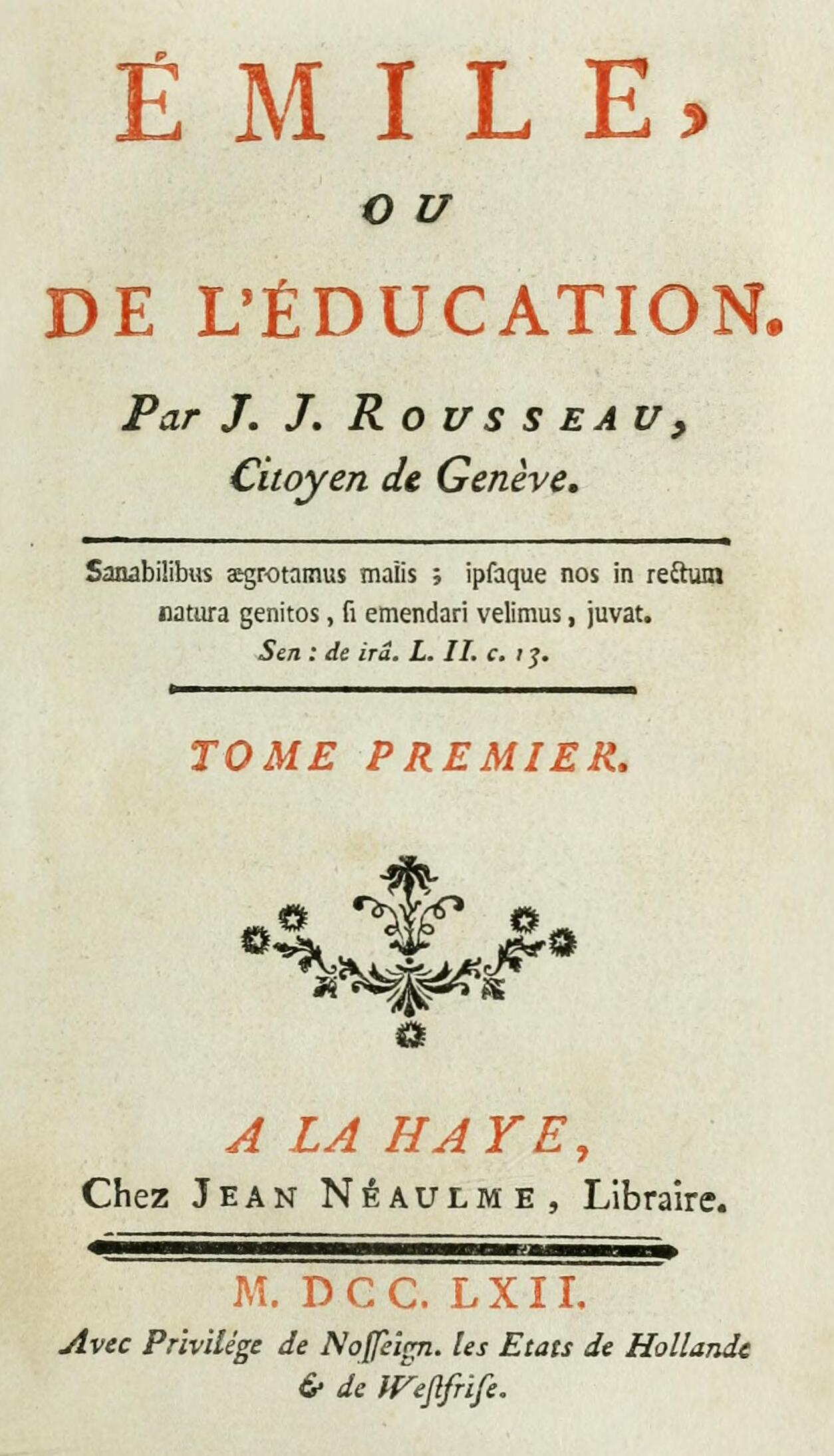
卢梭：《爱弥儿》（1762年）

为了不负文化上对女性作家的期望，并遵守政治和哲学论文的一般惯例，沃斯通克拉夫特在她的《女权》中构造出了一种由男性阳刚与女性阴柔相结合的独特风格。她用哲学化的语言写出了这一篇由论点与原理所构成的论文；不过，她亦在《女权》中展现出了她的个人风格，例如采用“我”和“你”的人称代词，使用破折号与感叹号来表达情感，并利用了自传式的来源引用，因而在其字里行间体现出了鲜明的女性特点。另外，《女权》的文学体裁是行为手册、短篇杂文及小说的混合体；同时，这亦证明了该体裁的文字也能用于评论诸如权利这样的哲学话题。
尽管沃斯通克拉夫特反对泛滥的感性，但为了引起读者的兴趣，她在《女权》中间或地使用了不少修辞手法。在书中，许多富有情绪化的评论针对的都是卢梭。举例而言，在摘录了一大段《爱弥儿》（1762）的文字后，沃斯通克拉夫特简洁地评价道：“对于这一天才的文章，我除了说它是色情哲学之外，没有别的什么话可说。”另外，在对卢梭关于女性教育的方案进行指责之后，她调侃道：“我必须描述一幅不同的画面，以缓和一下自己的情绪。”
这些简洁扼要的激烈言辞，其意在将读者引导站在她的一方（假若读者同意她的观点的话）：尽管沃斯通克拉夫特宣称将使用平实的习作风格，以让她的思想影响到更大范围内的可能读者；但是，她实际上混合了平实理性的政论风格与激情感性的浪漫风格，以达到证明一个人可以集理性与感性于一身的目的。由此，她用理性的论证与感性的修辞共同捍卫了自己的立场。
为了生动地描述出女性的社会状况，沃斯通克拉夫特采用了几种不同的类比。她常常把女性与奴隶进行比较，认为女性的无知与软弱导致她们的社会地位低下。但在同时，她亦将那些用诡计和骗术操纵男人的女性，比作是“反复无常的暴君”。在这一点上，她推论得出：女性如果不成为奴隶，就会成为暴君，就如同一枚硬币的两面那样分明。此外，沃斯通克拉夫特还将女性与士兵作比：认为她们与军人一样，“以谨小慎微的礼貌来践行处于次要地位的美德”；还与富人的财富作比：认为“财富以及女人的温柔无一例外地导致了人类的堕落”。

## 修订
为了对塔列朗的演讲以及当时的一些事件进行回驳，沃斯通克拉夫特被迫在匆忙中完成了《女权》的创作。在《女权》即将完成时，她在给她的朋友威廉·羅斯科写的信中谈到：“我对自己没有充分地来评判这个主题感到不满意——别以为我是假装谦虚——我的意思是说，如果我能有更多的时间来写作的话，我会写出一本从各方面来说更好的书来……我打算在完成下一卷后便付印成书，因为让出版人在我完成最后一页前便来提稿是件令人很不愉快的事。”当沃斯通克拉夫特为《女权》的第二版进行修订时，她抓住了这个机会：不仅修正了一些小的拼写和语法错误，还对她关于女权主义的论证进行了巩固。她改变了一些关于女性和男性差异的论述，反映出性别间的更平等的主张。
沃斯通克拉夫特没有完成《女权》的第二部，尽管她的丈夫威廉·戈德温在她的《遗稿集》中发表了她生前写好的“心得”，其中的内容“绝大部分都已经打算纳入《女权辩护》的第二部”。不过，绝大多数的学者都认为，她的最后一部小说《玛丽亚：女人的受罪》是《女权》一书的小说化续章。而这部在她生前同样没有完成的小说，亦包含在了后来出版的《遗稿集》里。

## 反应与影响

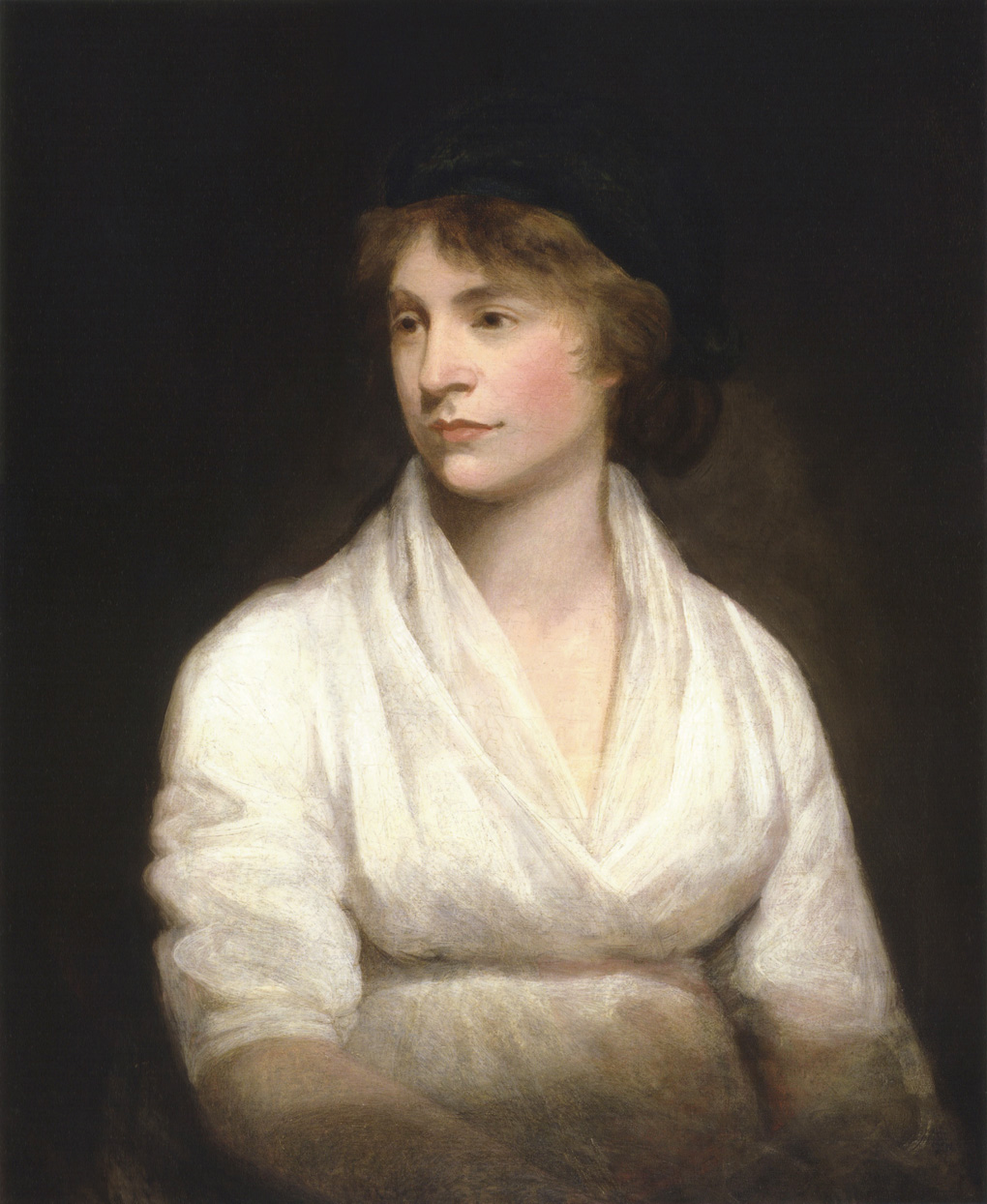
约翰·奥佩：《沃斯通克拉夫特》（1797年）

当《女权》在1792年出版第一版后，《分析评论》、《综合杂志》、《文学杂志》、《纽约杂志》与《每月评论》这些当时的杂志都给予了其正面的评价。但是，直至今日，《女权》亦不能免于恶评。在出版第一版后没隔多久，第二版也于同一年付印出版。另外，《女权》当时在美国也出现有几个版本，而且还被翻译成了法文。泰勒将其称赞为“一场直接的成功”。此外，玛丽·海斯与玛丽·鲁滨逊等作家还在他们自己的作品中特别地提到了沃斯通克拉夫特的作品。海斯在她1796年著的小说《埃玛·考特尼传》中引用了《女权》，并将其中的女性角色塑造成了沃斯通克拉夫特式的理想女性。而且，即使是汉娜·莫尔这样曾亲自谴责过沃斯通克拉夫特的保守女性，亦与沃斯通克拉夫特有着许多相同的价值观。如同学者安妮·梅勒写的那样，莫尔与沃斯通克拉夫特都希望社会能建基于“基督信仰的美德、理性的仁爱、诚实正直、个人美德、社会义务的履行、勤俭节约、艰苦朴素与勤奋工作。”在1790年代的早期，英国社会的许多作家都加入了一场关于女性社会地位的激烈辩论中。例如，著名的诗人和杂文作家安娜·巴鲍德与沃斯通克拉夫特曾你来我往地辩论；巴鲍德曾发表过几首诗来回敬沃斯通克拉夫特的作品，而沃斯通克拉夫特在《女权》的脚注中又对她的一首诗发表了评论。
在沃斯通克拉夫特于1797年逝世后，她的丈夫戈德温于次年出版了《女权辩护作者传》一书。该书透露了沃斯通克拉夫特的许多不为人知的私生活：她的私生女、她的恋爱，以及她曾打算自杀的企图。尽管戈德温认为自己是出于对妻子的爱情与同情，而如实地描述她的生活的，但当时的读者在读到这本传记后，仍然震惊于沃斯通克拉夫特的这种另类生活方式；而这也导致沃斯通克拉夫特成为了众人辱骂的对象。由于沃斯通克拉夫特的思想与她的生活有着密不可分的联系，因而许多女作家都再也不敢在自己的作品中冒险提及这些思想。举例来说，先前曾经大力提倡沃斯通克拉夫特及其作品的海斯，在她于1803年发表的《杰出与著名女性传》中，根本就没有提到沃斯通克拉夫特。玛利亚·埃奇沃思在她于1802年发表的小说《贝琳达》中，与沃斯通克拉夫特划清了界线；她用哈丽雅特·弗里克这个角色来将沃斯通克拉夫特讽刺为极端的女权主义者。但是，也有像简·奥斯丁这样的并没有拒绝沃斯通克拉夫特思想的人。虽然对沃斯通克拉夫特的态度截然不同，但埃奇沃思与奥斯丁都认为女性对于国家的发展至关重要；此外，她们也认为女性具有理性的力量，并应该去选择适合她们的婚姻。
针对沃斯通克拉夫特的负面看法持续了一个世纪。直到19世纪中叶，《女权》一书才以重印版的面貌出现在市面上——但其恶名却依然存在。乔治·艾略特写道：“在某些领域，《女权》还要面对着一些含糊不清的偏见，这些偏见认为它在某方面是一本应受谴责的书。但如果读者带着这种印象去阅读这本书的话，会惊讶地发现这本书具有的罕见的严肃性、朴素的道德性及深刻的重要性”。虽然《女权》一书也许为女权主义的观念铺平了道路，但对20世纪的女权主义者来说，沃斯通克拉夫特的生活经历的影响远大于其著作；她的另类生活方式促使了她们去尝试新的“生活体验”，就像吴尔夫在她那篇关于沃斯通克拉夫特的著名杂文里写的那样。但是，同样也有证据证明《女权》一书对现代的女权主义产生影响的。一位女权主义者阿亞安·希爾西·阿里在批评伊斯兰教对女性的相关规定时，在其文章中引用了《女权》一书，写到她“受到女权主义的先驱思想家玛丽·沃斯通克拉夫特的鼓舞：沃斯通克拉夫特告诉女性，她们拥有与男人一样的能力，并应该享有相同的权利。”

## 引用
1. 1 2  周碧娥. . 三民書局. 2022: 90-91. ISBN 978-957-14-7446-5.
2. ↑  Sunstein，3页．原文：“perhaps the most original book of [Wollstonecraft's] century”．
3. 1 2  Macdonald and Scherf，“Introduction”，11－12页．
4. ↑  Wollstonecraft，Vindications，43－44页．
5. ↑  塔列朗.  [公共教育报告]. Talleyrand.org. 1791  [2008-02-11]. （原始内容存档于2008-11-21） （法语）.
6. ↑  Kelly，107页；Sapiro，26－27页．
7. ↑  Talleyrand，“Rapport sur l'instruction publique”，节选自Vindications，394－395页．原文：“Let us bring up women, not to aspire to advantages which the Constitution denies them, but to know and appreciate those which it guarantees them . . . Men are destined to live on the stage of the world. A public education suits them: it early places before their eyes all the scenes of life: only the proportions are different. The paternal home is better for the education of women; they have less need to learn to deal with the interests of others, than to accustom themselves to a calm and secluded life.”
8. ↑  Wollstonecraft，Vindications，101页．原文：“Having read with great pleasure a pamphlet which you have lately published, I dedicate this volume to you; to induce you to reconsider the subject, and maturely weigh what I have advanced respecting the rights of woman and national education.”
9. ↑  Taylor，105－106页；Kelly，107页．
10. ↑  Sapiro，182－184页．
11. 1 2  Kelly，110页．
12. 1 2  Barker-Benfield，9页．
13. ↑  Barker-Benfield，224页．
14. ↑  原文：“an innate refinement of nerves was also identifiable with greater suffering, with weakness, and a susceptibility to disorder.”
15. ↑  Todd，《Sensibility》，144页．
16. ↑  Todd，《Sensibility》，136．
17. ↑  Todd，《Sensibility》，133页．原文：“to many in Britain the cult of sensibility seemed to have feminized the nation, given women undue prominence, and emasculated men.”
18. ↑  （中文）王瑛，88ff；（英文）Wollstonecraft，Vindications，169ff；Kelly，123页；Taylor，14－15页；Sapiro，27－28页；243－244页．
19. ↑  原文：“my main argument is built on this simple principle, that if [woman] be not prepared by education to become the companion of man, she will stop the progress of knowledge and virtue; for truth must be common to all”．
20. ↑  Wollstonecraft，Vindications，102页；Sapiro，154－155页．
21. ↑  （中文）王瑛，6页；（英文）Wollstonecraft，Vindications，109页．原文：“a false system of education, gathered from the books written on this subject by men who, consider[ed] females rather as women than human creatures”．
22. ↑  （中文）王瑛，30页；（英文）Wollstonecraft，Vindications，144页．此处将“spaniels”译作“哈巴狗”．
23. ↑  Kelly，124－126页；Taylor，234－237页；Sapiro，129－130页．
24. ↑  Kelly，126页；Taylor，14－15页；Sapiro，130－131页．
25. ↑  （中文）王瑛，43页；（英文）Wollstonecraft，Vindications，157页．原文：“taught from their infancy that beauty is woman’s sceptre, the mind shapes itself to the body, and, roaming round its gilt cage, only seeks to adorn its prison”．
26. ↑  （中文）王瑛，195页；（英文）Wollstonecraft，Vindications，286页．参见Kelly，125－124页；Taylor，14－15页．原文：“women might certainly study the art of healing, and be physicians as well as nurses. And midwifery, decency seems to allot to them . . . they might, also, study politics . . . Business of various kinds, they might likewise pursue”．
27. ↑  （中文）王瑛，14页；（英文）Wollstonecraft，Vindications，129页．原文：“an exercise of the understanding as is best calculated to strengthen the body and form the heart. Or, in other words, to enable the individual to attach such habits of virtue as will render it independent.”
28. ↑  原文：“country day school”．
29. ↑  原文：“to inspire a love of home and domestic pleasures”．
30. ↑  原文：“the cement of society”．
31. ↑  原文：“educated after the same model”．
32. ↑  （中文）王瑛，第十二章；（英文）Wollstonecraft，Vindications，第十二章．亦参见Kelly，124－125页；133－134页；Sapiro，237ff．
33. ↑  Tomory, Peter.  [亨利希·菲斯利的生活与创作]. 纽约: Praeger Publishers. 1972: 217页. LCCN 72-0 – 0. Woman, the victim of male social conventions, is tied to the wall, made to sew and guarded by governesses. The picture reflects Mary Wollstonecraft's views in The Rights of Women [原文如此]．
34. ↑  Taylor，12页；参见55－57页；参见Sapiro，257－259页．原文：“Describing [Wollstonecraft's philosophy] as feminist is problematic, and I do it only after much consideration. The label is of course anachronistic . . . Treating Wollstonecraft’s thought as an anticipation of nineteenth and twentieth-century feminist argument has meant sacrificing or distorting some of its key elements. Leading examples of this . . . have been the widespread neglect of her religious beliefs, and the misrepresentation of her as a bourgeois liberal, which together have resulted in the displacement of a religiously inspired utopian radicalism by a secular, class-partisan reformism as alien to Wollstonecraft’s political project as her dream of a divinely promised age of universal happiness is to our own. Even more important however has been the imposition on Wollstonecraft of a heroic-individualist brand of politics utterly at odds with her own ethically driven case for women’s emancipation. Wollstonecraft’s leading ambition for women was that they should attain virtue, and it was to this end that she sought their liberation.”
35. ↑  例子可参见：（中文）王瑛，11页，32页；Wollstonecraft，Vindications，126页，146页；Taylor，105－106页；118－120页．
36. ↑  （中文）王瑛，157页；（英文）Wollstonecraft，Vindications，102页、252页．
37. ↑  （中文）王瑛，182页；（英文）Wollstonecraft，Vindications，274页．
38. ↑  （中文）王瑛，（前）7页；（英文）Wollstonecraft，Vindications，110页；Sapiro，120－121．
39. ↑  （中文）王瑛，21页；（英文）Wollstonecraft，Vindications，135页．原文：“Let it not be concluded that I wish to invert the order of things; I have already granted, that, from the constitution of their bodies, men seem to be designed by Providence to attain a greater degree of virtue. I speak collectively of the whole sex; but I see not the shadow of a reason to conclude that their virtues should differ in respect to their nature. In fact, how can they, if virtue has only one eternal standard? I must therefore, if I reason consequentially, as strenuously maintain that they have the same simple direction, as that there is a God.”
40. ↑  Poovey，79页；Kelly，135页．
41. ↑  （中文）王瑛，198页；（英文）Wollstonecraft，Vindications，288页．原文：“I then would fain convince reasonable men of the importance of some of my remarks; and prevail on them to weigh dispassionately the whole tenor of my observations. – I appeal to their understandings; and, as a fellow-creature, claim, in the name of my sex, some interest in their hearts. I entreat them to assist to emancipate their companion, to make her a help meet for them! 
“Would men but generously snap our chains, and be content with rational fellowship instead of slavish obedience, they would find us more observant daughters, more affectionate sisters, more faithful wives, more reasonable mothers – in a word, better citizens.”
42. ↑  Taylor，第九章；Sapiro，37页；149页；266页．
43. ↑  （中文）王瑛，69页；（英文）Wollstonecraft，Vindications，177页．
44. ↑  Jones，46页．
45. ↑  例子可参见：（中文）王瑛，166－167页；（英文）Wollstonecraft，Vindications，259－260页；Taylor，116－117页．
46. ↑  原文：“negative and prescriptive assault on female sexuality”．
47. ↑  Kaplan，“Wild Nights”，35页．
48. ↑  （中文）王瑛，154页；（英文）Wollstonecraft，Vindications，249页．
49. ↑  原文：“two virtuous young people marry ... if some circumstances checked their passion”．
50. 1 2  （中文）王瑛，86页；（英文）Wollstonecraft，Vindications，192页．
51. ↑  原文：“love and friendship cannot subsist in the same bosom”．
52. ↑  Poovey，76页．原文：“Wollstonecraft betrays her fear that female desire might in fact court man’s lascivious and degrading attentions, that the subordinate position women have been given might even be deserved. Until women can transcend their fleshly desires and fleshly forms, they will be hostage to the body.”
53. ↑  原文：“romantic wavering feelings”．
54. ↑  （中文）王瑛，88页；（英文）Wollstonecraft，Vindications，194页．
55. ↑  原文：“expresses a violent antagonism to the sexual”．
56. ↑  原文：“exaggerat[ing] the importance of the sensual in the everyday life of women”．
57. ↑  Kaplan，“Wild Nights”，41页．
58. ↑  Kaplan，“Wild Nights”，33页；参见Taylor，118－119页；Taylor，138ff．原文：“it is important to remember that the notion of woman as politically enabled and independent [was] fatally linked [during the eighteenth century] to the unrestrained and vicious exercise of her sexuality.”
59. ↑  Johnson，24．原文：“a republican manifesto”．
60. ↑  Johnson，29页；参见Taylor，211－222页；Sapiro，82－83页．
61. ↑  Johnson，23页．原文：“The problem undermining society ... is feminized men”．
62. ↑  Johnson，45页．
63. ↑  原文：“is couched predominantly in terms of morality”．
64. 1 2  Jones，43页．
65. ↑  Jones，46页；Taylor，211－222页；例子可见Wollstonecraft，Vindications, 101－102页．
66. ↑  原文：“most natural state”．
67. ↑  Kelly，128ff；Taylor，167－168页；Sapiro，27页．
68. ↑  原文：“false-refinement, immorality, and vanity”．
69. ↑  （中文）王瑛，（前）8页；（英文）Wollstonecraft，Vindications，111页；参见Taylor，159－161页；Sapiro，91－92页．原文：“weak, artificial beings, raised above the common wants and affections of their race, in a premature unnatural manner [who] undermine the very foundation of virtue, and spread corruption through the whole mass of society”．
70. ↑  （中文）王瑛，61页；（英文）Wollstonecraft，Vindications，169页．原文：“Happy is it when people have the cares of life to struggle with; for these struggles prevent their becoming a prey to enervating vices, merely from idleness!”
71. ↑  Jones，45页；参见Taylor，218－219页；Sapiro，91－92页．原文：“sees it as sustaining an unequal society while giving the appearance of virtue to the rich”．
72. ↑  （中文）王瑛，224页；（英文）Wollstonecraft，Vindications，311页；Kelly，132－133页．原文：“After the age of nine, girls and boys, intended for domestic employments, or mechanical trades, ought to be removed to other schools, and receive instruction, in some measure appropriated to the destination of each individual ... The young people of superior abilities, or fortune, might now be taught, in another school, the dead and living languages, the elements of science, and continue the study of history and politics, on a more extensive scale, which would not exclude polite literature.”
73. 1 2  Kelly，109页．
74. ↑  Kelly，113－114页；Taylor，51－53页．
75. ↑  （中文）王瑛，57页；（英文）Wollstonecraft，Vindications，162页．原文：“I shall make no other comments on this ingenious passage, than just to observe, that it is the philosophy of lasciviousness.”
76. ↑  （中文）王瑛，50页；（英文）Wollstonecraft，Vindications，163页．
77. ↑  （中文）王瑛，（前）8－10页；（英文）Wollstonecraft，Vindications，111－112．
78. ↑  Kelly，109ff；Sapiro，207－208页．
79. ↑  Kelly，118ff；Sapiro，222页．
80. ↑  原文：“capricious tyrants”．
81. ↑  （中文）王瑛，44页；（英文）Wollstonecraft，Vindications，158页；Sapiro，126页．
82. ↑  （中文）王瑛，17页；（英文）Wollstonecraft，Vindications，131页．原文：“practise the minor virtues with punctilious politeness”．
83. ↑  （中文）王瑛，53页；（英文）Wollstonecraft，Vindications，165页；Taylor，159－161页；Sapiro，124－126页．原文：“wealth and female softness equally tend to debase mankind”．
84. ↑  Wollstonecraft, Mary. Janet Todd , 编.  [玛丽·沃斯通克拉夫特书信集]. 纽约: Penguin Books. 2003: 193－194页. I am dissatisfied with myself for not having done justice to the subject. – Do not suspect me of false modesty – I mean to say that had I allowed myself more time I could have written a better book, in every sense of the word . . . I intend to finish the next volume before I begin to print, for it is not pleasant to have the Devil coming for the conclusion of a sheet fore it is written.
85. ↑  Macdonald and Scherf，“Introduction”，23页；Mellor，141－142．
86. ↑  Mellor，141－142页．
87. ↑  原文：“chiefly designed to have been incorporated in the second part of the Vindication of the Rights of Woman”．
88. ↑  Macdonald and Scherf，Appendix C．
89. ↑  Sapiro，30－31．
90. ↑  Janes，293页；Sapiro，28－29页．
91. ↑  Taylor，25；参见Janes，293－302页；Wardle，157－158页；Kelly，135－136页；Sapiro，28－29页．原文：“it was an immediate success”．
92. ↑  Mellor，143－144页，146页．
93. ↑  Mellor，147页．原文：“Christian virtues of rational benevolence, honesty, personal virtue, the fulfillment of social duty, thrift, sobriety, and hard work”．
94. ↑  Mellor，153页．沃斯通克拉夫特的评论见：王瑛，92－93页．
95. ↑  Mellor，145页；Taylor，27－28页．
96. ↑  Mellor，155页；Taylor，30－31页．
97. ↑  Mellor，156页．
98. ↑  Qtd．引自Sapiro，30页．原文：“there is in some quarters a vague prejudice against the Rights of Woman as in some way or other a reprehensible book, but readers who go to it with this impression will be surprised to find it eminently serious, severely moral, and withal rather heavy”．
99. ↑  Kaplan，“Mary Wollstonecraft’s reception and legacies”．
100. ↑  “experiments in living”．
101. ↑  Woolf, Virginia. .   [2007-02-17]. （原始内容存档于2007-04-03） （英语）.
102. ↑  Hirsi Ali, Ayaan.  [异教徒]. 纽约: Free Press. 2007: 295. inspired by Mary Wollstonecraft, the pioneering feminist thinker who told women they had the same ability to reason as men did and deserved the same rights．

### 早期版本
- Wollstonecraft, Mary (沃斯通克拉夫特，M.).  [女权辩护] 第3版. 伦敦. 1796  [2008-02-11]. （原始内容存档于2011-06-30） （英语）.

### 现代英文重印本
- Wollstonecraft, Mary (沃斯通克拉夫特，M.). Carol H. Poston , 编.  [女权辩护]. 纽约: Norton. 1975 （英语）.
- Wollstonecraft, Mary (沃斯通克拉夫特，M.). Janet Todd，Marilyn Butler , 编.  [玛丽·沃斯通克拉夫特作品集]. 共七册. 伦敦: William Pickering. 1989. ISBN 0-8147-9225-1 （英语）.
- Wollstonecraft, Mary (沃斯通克拉夫特，M.). Sylvia Tomaselli , 编.  [男权辩护和女权辩护]. 剑桥: 剑桥大学出版社. 1995. ISBN 0-521-43633-8 （英语）.
- Wollstonecraft, Mary (沃斯通克拉夫特，M.). D.L. Macdonald，Kathleen Scherf , 编.  [男权和女权的辩护]. 多伦多: Broadview Literary Texts. 1997. ISBN 1-55111-088-1 （英语）.
- Wollstonecraft, Mary (沃斯通克拉夫特，M.). Miriam Brody Kramnick评与 , 编.  [女权辩护]. Harmondsworth: Penguin. 2004. ISBN 0-14-144125-9 （英语）.

### 中文译本
- 沃斯通克拉夫特，M. . 王蓁、汪溪译. 北京: 商务印书馆. 1995年8月. ISBN 7-100-02216-9 （中文（简体））.
- 沃斯通克拉夫特，M. . 王瑛译 第1版. 北京: 中央编译出版社. 2006年10月. ISBN 7-80109-794-7 （中文（简体））.

### 同时代的评论
- Analytical Review［分析评论］ 12（1792）：241－249页；13（1792）：418－489页．
- Christian Miscellany 1 (1792)：209－212．
- Critical Review New Series 4（1792）：389－398页；5（1792）：132-141页．
- General Magazine and Imperial Review 6.2（1792）：187－191页．
- Literary Magazine and British Review 8（1792）：133－139页．
- Monthly Review New Series 8（1792）：198－209页．
- New Annual Register 13（1792）：298页．
- New-York Magazine 4（1793）：77－81页．
- Scots Magazine 54（1792）：284－290页．
- Sentimental and Masonic Magazine 1（1792）：63－72页．
- Town and Country Magazine［城镇和乡村］ 24（1792）：279页．

### 二次文献
- Barker-Benfield G.J.(巴克-本菲尔德，G.J.). . 芝加哥: 芝加哥大学出版社. 1992. ISBN 0-226-03714-2 （英语）.
- Janes R.M. . Journal of the History of Ideas. 1978, 39: 293－302页 （英语）.
- Johnson Claudia L.(约翰逊，克劳迪娅). . 芝加哥: 芝加哥大学出版社. 1995. ISBN 0-226-40184-7 （英语）.
- Jones Chris(琼斯，克里斯). . Claudia L. Johnson  (编). . 剑桥: 剑桥大学出版社. 2002. ISBN 0-521-78952-4 （英语）.
- Kaplan Cora(卡普兰，科拉). . Claudia L. Johnson  (编). . 剑桥: 剑桥大学出版社. 2002. ISBN 0-521-78952-4 （英语）.
- Kaplan Cora(卡普兰，科拉). . . 伦敦: Verso. 1986. ISBN 0-86091-151-9 （英语）.
- Kaplan Cora(卡普兰，科拉). . . 伦敦: Verso. 1986. ISBN 0-86091-151-9 （英语）.
- Kelly Gary. . 纽约: St. Martin's. 1992. ISBN 0-312-12904-1 （英语）.
- Mellor Anne K.(梅勒，安妮). . Claudia L. Johnson  (编). . 剑桥: 剑桥大学出版社. 2002. ISBN 0-521-78952-4 （英语）.
- Poovey Mary(普维，玛丽). . 芝加哥: 芝加哥大学出版社. 1984. ISBN 0-226-67528-9 （英语）.
- Sapiro Virginia. . 芝加哥: 芝加哥大学出版社. 1992. ISBN 0-226-73491-9 （英语）.
- Sunstein Emily W. . 纽约: Harper and Row. 1975. ISBN 0-06-014201-4 （英语）.
- Taylor Barbara(泰勒，芭芭拉). . 剑桥: 剑桥大学出版社. 2003. ISBN 0-521-66144-7 （英语）.
- Todd Janet(托德，珍妮特). . 伦敦: Methuen. 1986. ISBN 0-416-37720-3 （英语）.
- Wardle Ralph M. . 林肯: 内布拉斯加州大学出版社. 1951 （英语）.